# Praha-Waltrovka (nádraží)
Praha-Waltrovka je železniční stanice ležící v jihozápadních partiích hlavního města Prahy. Do rekonstrukce zde procházející tratě Praha-Smíchov – Hostivice prováděné v roce 2018 fungovala stanice pod názvem Praha-Jinonice. Během zmíněné obnovy vznikla v obvodu této stanice nová zastávka, která převzala název „Praha-Jinonice“. Nachází se západním směrem od stávající stanice. Její místo bylo zvoleno tak, aby umožňovala snadnější přístup do budovaného komplexu bytových a kancelářských objektů nazvaných Rezidence Waltrovka a současně aby poskytovala pohodlnější možnost přestupu na metro ve stanici Jinonice. V původní stanici byla odstraněna nástupiště a žádné vlaky zde nezastavují pro výstup a nástup cestujících.
Vlastní železniční stanice původně patřila společnosti Buštěhradská dráha, která ji uvedla do provozu 1872. V roce 1941 využili zdejší exteriéry filmaři při natáčení závěrečných obrazů českého filmu Přednosta stanice s Vlastou Burianem v hlavní roli.

## Popis stanice

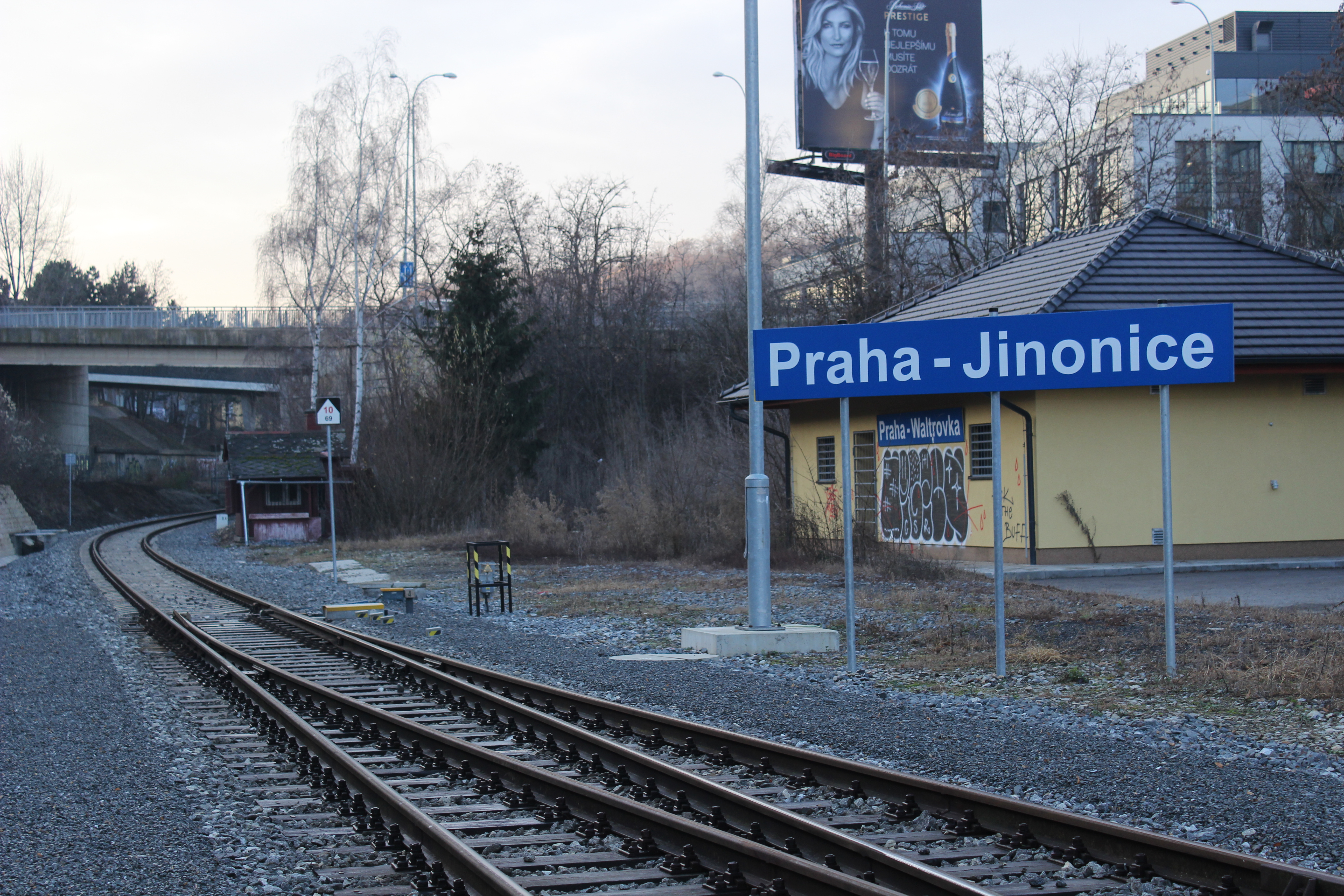
Názvy stanice i zastávky najednou

Stanice má dvě dopravní koleje a jednu kusou manipulační kolej. V její severozápadní části se do roku 2018 nacházela sběrna kovového odpadu. Při severní straně kolejiště stojí patrová staniční budova, za níž ukrytá za stromovím vede ulice Radlická. Na záhlaví směrem ke stanici Praha-Stodůlky leží železniční zastávka Praha-Jinonice. Stanice je trvale neobsazená výpravčím a provoz je řízen dálkově z CDP Praha s možností přepnutí na dálkovou obsluhu výpravčím stanice Praha-Zličín.
Na přelomu let 2017/2018 prošla stanice spolu s celou tratí rekonstrukcí zabezpečovacího zařízení spolu s obnovou stanice.